# Jordan Jones
Jordan Jones (ur. 22 listopada 1993 w DeSoto) – amerykańska koszykarka występująca na pozycji rozgrywającej, obecnie zawodniczka Catz Lappeenranta.
11 sierpnia 2016 została zawodniczką TS Ostrovii Ostrów Wielkopolski.
25 lipca 2019 dołączyła do fińskiego Catz Lappeenranta.

## Osiągnięcia
Stan na 1 sierpnia 2019, na podstawie, o ile nie zaznaczono inaczej.
NCAA
- Uczestniczka rozgrywek:
  - Elite Eight turnieju NCAA (2014)
  - Sweet 16 turnieju NCAA (2016)
- Wicemistrzyni sezonu regularnego konferencji Southeastern (SEC – 2014, 2016)
- Defensywna Zawodniczka Roku Konferencji SEC (2014, 2015)
- Zaliczona do:
  - All-American (2015 przez Associated Press)
  - I składu defensywnego SEC (2014–2016)
  - II składu SEC (2015, 2016)

Indywidualne
- Liderka sezonu regularnego EBLK w średniej (3,64) strat (2018)[5]